# Daschendorfer Forst
Daschendorfer Forst este o arie protejată (arie specială de conservare — SAC, sit de importanță comunitară — SCI) din Germania întinsă pe o suprafață de 824,21 ha, integral pe uscat.

## Localizare
Centrul sitului Daschendorfer Forst este situat la coordonatele 50°01′32″N 10°51′22″E / 50.0256°N 10.8561°E.

## Înființare
Situl Daschendorfer Forst a fost declarat sit de importanță comunitară în noiembrie 2004 pentru a proteja 1 specie de plante și 1 specie de animale. Situl a fost protejat și ca arie specială de conservare în aprilie 2016.

## Biodiversitate
Situată în ecoregiunea continentală, aria protejată conține 5 habitate naturale: Fânețe de joasă altitudine (Alopecurus pratensis, Sanguisorba officinalis), Păduri de fag Luzulo-Fagetum, Păduri de fag Asperulo-Fagetum, Păduri de stejar și carpen Galio-Carpinetum, Păduri aluvionare cu Alnus glutinosa și Fraxinus excelsior (Alno-Padion, Alnion incanae, Salicion albae).
La baza desemnării sitului se află mai multe specii protejate:
- plante (1): mușchi (Dicranum viride)
- mamifere (1): liliac cu urechi mari (Myotis bechsteinii)